# Sergen
Sergen (niedersorbisch Žargoń) ist ein Ortsteil der Gemeinde Neuhausen/Spree im brandenburgischen Landkreis Spree-Neiße.

## Lage und Erreichbarkeit
Sergen liegt in der Niederlausitz, rund zehn Kilometer Luftlinie südwestlich von Forst (Lausitz) und zwölf Kilometer Luftlinie südöstlich von Cottbus. Die Gemarkung des Dorfes grenzt im Norden an Kathlow, im Nordosten an Gosda mit Dubrau, im Osten an Jethe, im Süden an Gablenz, im Südwesten an Komptendorf und im Westen an Roggosen. Zum Ortsteil Sergen gehört neben dem Dorf Sergen noch der Gemeindeteil Grüntal.
Das Dorf Sergen liegt an der Landesstraße 47 von Kathlow nach Neuhausen. Innerhalb der Gemarkung von Sergen liegen außerdem die Landesstraße 48 und die Bundesautobahn 15. Der Ort liegt an der Tranitz und am Jether Grenzfließ. Letzteres bildet östlich der Mündung des Erlenfließ die Grenze zu Gablenz. Im Nordwesten bildet das Roggosener Grenzfließ die Grenze zum Ortsteil Roggosen. Westlich und nordwestlich des Ortszentrums liegen mehrere Teiche.

## Geschichte
Sergen wurde 1346 als Serchin erstmals urkundlich erwähnt. 1408 lautete die Schreibweise des Ortsnamens Sergaw und ab 1464 Sergen. In der folgenden Zeit variierte die Form des Ortsnamens immer mal wieder. Der sorbische Ortsname wird 1649 als Žergona genannt und lautete seit spätestens 1843 Žargoń. Der Name ist vermutlich von dem niedersorbischen Wort žerchlica für Wiesen-Schaumkraut abgeleitet.
Spätestens ab dem 15. Jahrhundert gehörte Sergen zur Herrschaft Cottbus. Der Ort war somit Teil der Mark Brandenburg und lag in einer Exklave dieser innerhalb des Kurfürstentums Sachsen. Friedrich Wilhelm August Bratring verzeichnete Sergen im Jahr 1809 als Dorf und Gut mit Wassermühle. Der Ort hatte damals 256 Einwohner, von den Haushalten innerhalb der Gemeinde waren elf Ganz- und zwei Halbbauern, neun Kossäten, sechs Büdner, drei Einlieger, ein Rademacher und ein Förster. Außerdem wurde in dem Ort eine Schmiede betrieben. Bei der im Jahr 1816 durchgeführten Kommunalreform im Königreich Preußen wurde Sergen dem Kreis Cottbus zugeordnet. 1837 wurde die alte baufällige Kapelle auf dem Anger im Ort abgerissen und die heutige Dorfkapelle an gleicher Stelle neu gebaut. Als Patron wirkte dabei die Familie von Schöning mit, überliefert ist die Summe von 3000 Thl. Anfang der 1840er-Jahre hatte Sergen 389 Einwohner und war nach Komptendorf eingekircht.
1857 gehörte der Gutskomplex Sergen mit Zubehör der v. Schöning`sche Stiftung. 1864 hatte Sergen eine Försterei, eine Schäferei und eine Ziegelei sowie 71 Wohngebäude und 495 Einwohner. Bei der Volkszählung vom 1. Dezember 1871 lebten in der Landgemeinde Sergen 432 Einwohner in 73 Familien und drei Einzelhaushalten. Von den Einwohnern waren 198 Männer und 234 Frauen; 109 Einwohner waren Kinder im Alter von unter zehn Jahren. Alle Einwohner Sergens waren evangelisch-lutherischer Konfession. Der Gutsbezirk Sergen hatte zum Zeitpunkt der Volkszählung 89 Einwohner, davon 48 Männer und 41 Frauen. 19 Einwohner waren Kinder unter zehn Jahren. Außer einem Katholiken waren alle anderen Einwohner hier ebenfalls evangelisch. Laut Arnošt Muka waren 1884/85 von 512 Einwohnern 477 Sorben, was einem Anteil von 93 Prozent entspricht. 1956 lag der Anteil der Einwohner mit Sorbischkenntnissen bei nur noch 10,4 Prozent. 1914 gehörte das Rittergut Sergen mit 307, hinzu das Rittergut Gablenz mit 175 ha sowie das Rittergut Kathlow mit 210 ha zu einem größeren Gutskompelex der Familie von Schöning, hier vertreten durch die v. Schöning`sche Stiftung. Leiter war als Kurator der Justizrat Kühne mit Sitz in Cottbus. Dres Weiteren gehörte den Schönings die Oberförsterei Kathlow, die Forsten hatten einen Umfang von 1918 ha, gesondert noch das Rittergut Tranitz mit 705 ha.

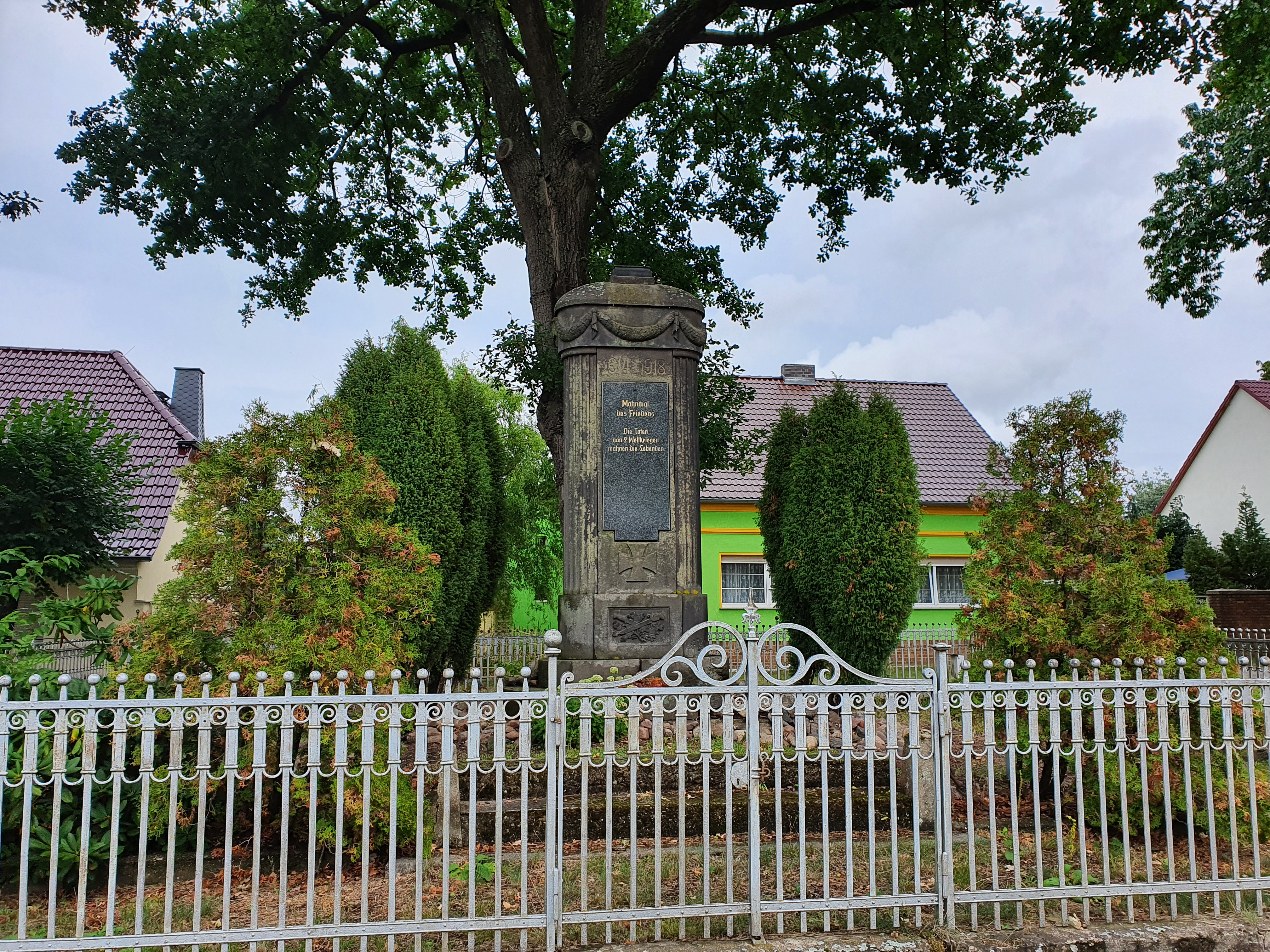
Gefallenendenkmal neben der Kapelle

1886 wurde der Kreis Cottbus in Landkreis Cottbus umbenannt. Am 1. Dezember 1910 hatten die Landgemeinde Sergen 347 und der Gutsbezirk Sergen 132 Einwohner. 1928 wurde der Gutsbezirk mit der Landgemeinde vereinigt. Nach dem Zweiten Weltkrieg wurde Sergen sowjetisch besetzt und gehörte ab 1949 zur DDR. Bei der Kreisreform am 25. Juli 1952 wurde Sergen dem Kreis Cottbus-Land im Bezirk Cottbus zugeordnet. Am 1. Januar 1974 wurde die nördliche Nachbargemeinde Kathlow nach Sergen eingemeindet, am 6. Mai 1990 erhielt Kathlow seine Eigenständigkeit zurück. Nach der Wiedervereinigung gehörte Sergen zunächst zum Landkreis Cottbus. 1992 schloss sich die Gemeinde zur Erledigung ihrer Verwaltungsgeschäfte mit mehreren anderen Gemeinde zum Amt Neuhausen/Spree zusammen.
Am 6. Dezember 1993 ging der Landkreis Cottbus durch Fusion mit den Landkreisen Guben, Forst und Spremberg im neuen Landkreis Spree-Neiße auf. Am 19. September 2004 fusionierten die dem Amt Neuhausen/Spree angehörenden Gemeinden zu der neuen Großgemeinde Neuhausen/Spree, wodurch das Amt Neuhausen/Spree aufgelöst wurde.

## Ortsvorsteher und Einwohnerzahlen
Der Ortsteil hat 370 Einwohner (Stand 1. Januar 2022). Der Ortsvorsteher ist Ronny Magister, seine Stellvertreter sind Dietlinde Becker und Karina Glatzer.